# Lloyd E. Jones

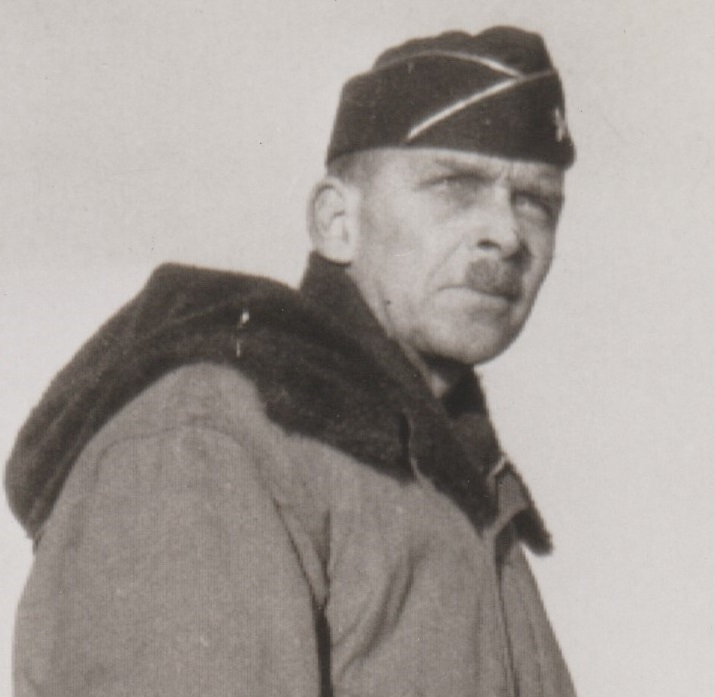
Lloyd E. Jones

Lloyd Edmonstone Jones  (* 17. Juni 1889 in Columbia, Boone County, Missouri; † 3. Januar 1958 in Columbia, Richland County, South Carolina) war ein Generalmajor der United States Army. Er kommandierte unter anderem die 10. Gebirgsdivision.
Jones war der Sohn von John Carleton Jones (1856–1930) und dessen Frau Clara Thompson (1867–1936). Der Vater war Präsident der University of Missouri. Der Sohn studierte an der gleichen Universität und wurde Mitglied der Nationalgarde von Missouri. Später wurde er in das Offizierskorps des US-Heeres aufgenommen, in dem er ab 1911 alle Offiziersränge vom Leutnant bis zum Zweisterne-General durchlief. Dabei gehörte er der Feldartillerie an.
Im Lauf seiner Karriere absolvierte Jones verschiedene Kurse und Schulungen. Dazu gehörten unter anderem der Field Artillery Officer Course, das Command and General Staff College und das United States Army War College.
In seinen jüngeren Jahren absolvierte er den für Offiziere in den niederen Rangstufen üblichen Dienst in verschiedenen Einheiten und Standorten. Er war unter anderem in Fort Sill und auf den Philippinen stationiert. Im Jahr 1917 war er Ausbilder am Officer Training Camp im Presidio in San Francisco und in Leon Springs in Texas. Nach dem amerikanischen Eintritt in den Ersten Weltkrieg wurde er Stabsoffizier im Kriegsministerium. Im Jahr 1918 wurde er vorübergehend in den Rang eines Oberstleutnants befördert und mit dem Kommando über die 5. Artillerie-Brigade der 5. Infanteriedivision, die in Frankreich im Krieg eingesetzt war, betraut.
Nach dem Krieg wurde er zunächst wieder in den Rang eines Hauptmanns zurückgestuft. Im Lauf der 1920er und 1930er Jahre erreichte er dann wieder höhere Dienstgrade. In jenen Jahren stieg er kontinuierlich von einer militärischen Kommandoebene zur nächsten auf. Zudem übernahm er Aufgaben als Stabsoffizier. Darüber hinaus war er Dozent für Militärwissenschaft an der University of Montana.
Am 1. September 1940 wurde Lloyd Jones zum Oberst befördert. Nach dem Ende seiner Zeit als Dozent an der University of Montana wurde er im Jahr 1940 Stabschef beim I. Korps. Anschließend übernahm er das Kommando über die 76. Feldartilleriebrigade, die in Fort Warren in Wyoming stationiert war. Dieses Kommando behielt er bis zum Dezember 1941. Im Juli dieses Jahres erreichte er mit seiner Beförderung zum Brigadegeneral die Generalsränge.
Nach dem amerikanischen Eintritt in den Zweiten Weltkrieg im Dezember 1941 wurde Lloyd Jones Kommandeur der amerikanischen Einheiten zum Schutz Alaskas und der Aleuten. Dieses Kommando behielt er bis 1943. Im Juli 1943 wurde er erster Kommandeur der gerade aufgestellten 10. Gebirgsdivision. Wenig später erfolgte seine Beförderung zum Generalmajor. Er behielt dieses Kommando bis zum November 1944, als die Division, dann bereits unter seinem Nachfolger George Price Hays, nach Europa zum Kriegseinsatz verlegt wurde. Jones Aufgabe als Kommandeur der Einheit war die Ausbildung und Vorbereitung der Einheit für den Kriegseinsatz. Seine Ablösung als Divisionskommandeur hatte gesundheitliche Gründe. In den Jahren bis zu seinem Eintritt in den Ruhestand am 30. April 1946 war er in der Verwaltung des War Colleges und im Stab der Army Ground Forces tätig.
Der seit 1919 mit Elizabeth Herriot Rembert (1900–1978) verheiratete Offizier starb am 3. Januar 1958 in Columbia in South Carolina und wurde auf dem Nationalfriedhof Arlington beigesetzt. Loyd Jones erhielt im Lauf seiner militärischen Laufbahn unter anderem die Army Distinguished Service Medal.